# Spanien i olympiska vinterspelen 1992
Spanien deltog med 17 deltagare vid de olympiska vinterspelen 1992 i Albertville. Totalt vann de en bronsmedalj.

## Medaljer

### Brons
- Blanca Fernández Ochoa - Alpin skidåkning - slalom.